# Iglesia de San Pedro Apóstol (Morrano)
La Iglesia de San Pedro Apóstol de Morrano es una iglesia parroquial del siglo XII, de estilo románico y mudéjar aragonés, situada en la localidad de Morrano, en la provincia de Huesca, España.
La parroquia se encuentra en la Diócesis de Huesca y en el arciprestazgo de Somontano-Sobrarbe. 
El templo se empezó a construir a finales del siglo XI después de que Pedro, obispo de Huesca, diera al monasterio de San Ponce de Torneras la iglesia de Morrano junto a otras tres iglesias.
Durante los siglos XVII y XVIII la iglesia sufrió importantes y profundas transformaciones que darían el aspecto que se ve hoy en día.
Actualmente se está pidiendo la restauración de la iglesia ya que se encuentra en una situación delicada y algunas partes están en condiciones deplorables.

## Descripción

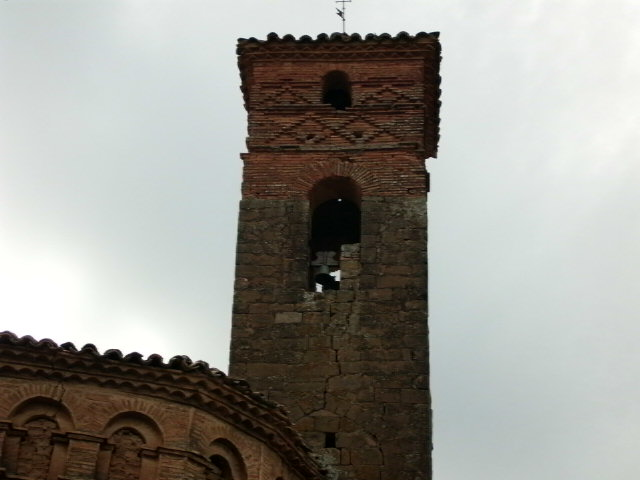
Torre del campanario. Se puede ver claramente la decoración a base de rombos

En la parte exterior se puede observar el ábside de tambor, parte del muro y la torre del edificio original levantado en el siglo XII. Después hay capillas laterales construidas en el siglo XVIII, tras las reformas.
El interior es de nave única con ábside en cuarto de esfera en la cabecera y coro alto a los pies.
Se cubre con bóveda de medio cañón el presbiterio y de crucería estrellada en los dos tramos de la nave, recrecidos en la reforma del siglo XVII.
Hacia 1713 se amplió el templo con las dos capillas laterales, las dos con cubierta a base de cúpula sobre pechinas. 
En ambas capillas se conserva el arrimadero y cantoneras de cerámica de la época.
Adosada al presbiterio está la torre campanario románica, destacando de esta una ventana geminada con parteluz formado por columna y capitel decorado con motivos geométricos, que se abre en el lado norte. El último tercio de la torre remata en un recrecimiento en ladrillo de estilo mudéjar que sustituyó a la primitiva parte superior en la reforma del siglo XVII, aquí también es donde se encontraba la maquinaria del antiguo reloj. Está parte tiene una sencilla decoración a base de rombos, lo que es muy raro que en pleno siglo XVII se sigan usando elementos mudéjares por lo que es extraño e interesante a la vez, porque es el único ejemplo de decoración mudéjar a base de rombos tan al norte del Ebro.